# رودی
رودی (به ایتالیایی: Roddi) یک کومونه در ایتالیا است که در استان کونیو واقع شده‌است.

## خصوصیات
رودی ۹٫۴ کیلومترمربع مساحت و ۱٬۴۲۶ نفر جمعیت دارد و ۲۸۵ متر بالاتر از سطح دریا واقع شده‌است.